# Памятник Преображенскому Павлу Ивановичу (Пермь)
Памятник Преображенскому П. И. находится в Перми и посвящён учёному-геологу и профессору пермского классического университета Павлу Ивановичу Преображенскому, который обнаружил в Перми нефтяные залежи Верхнекамское месторождение калийно-магниевых солей. Автор скульптуры — пермский скульптор А. А. Матвеев.
С идеей установки памятника в центре города выступил Пермский государственный национального исследовательский университет (ПГНИУ).
Памятник открыт 18 октября 2019 года. Открытие приурочено к 90-летию пермской нефти.

## Описание
Фигура учёного-первооткрывателя сделана из бронзы с платиной на поверхности. Её высота составляет 2,5 м. Сам памятник без постамента весит 1,5 тонны. Гранит для постамента взят с месторождения «Сопка Бунтина» Ленинградской области. Скульптура «врезана» в склон газона на одной из центральных улиц города Перми — улице Ленина.
Первоначально памятник должны были назвать «Памятник Павлу Ивановичу Преображенскому, первооткрывателю калия и нефти на Урале» и расположить его в кампусе Пермского государственного национального исследовательского университета.